# 梅墟街道
梅墟街道是中国浙江省宁波市鄞州区一个街道，相传东汉初，隐士梅福从江西九江寿春县迁此，后渐成集市（墟），故名梅墟，由宁波国家高新区代管:295。

## 历史
唐朝时属鄮县，宋、元、明、清属鄞县万龄老界乡赤城里，称为梅墟堰，清宣统（1911年）为盐梅乡，1946年为梅墟乡，属鄞东区，1949年5月属钱湖区，1950年5月为盐场乡、梅墟乡，陇明乡从钱湖区划入，并改为姜陇乡，五浦乡分出西部，设新乐乡，属邱隘区，1953年5月，梅墟乡改为梅墟镇，1956年6月梅墟镇、盐场乡、姜陇乡并入新乐乡，1958年10月改为东风（邱隘）人民公社新乐、梅墟2个管理区，1960年9月梅墟管理区并入新乐管理区，1961年6月改为新乐公社，9月属邱隘区，1981年10月更名为梅墟公社，1983年改为梅墟乡，1987年4月改为梅墟镇，1988年周家村、项家村、高隘村划归五乡镇，新乐村、泗港村、浦跟渔业队划归邱隘镇，1992年5月梅墟镇并入邱隘镇，12月原梅墟镇辖区设立梅墟工业区，1993年4月设立梅墟工业区委员会，管理梅墟工业区辖区，2002年梅墟工业区委托宁波市科技园区管理，2003年4月，通途路以北滕园村、龙山村、上王村划入梅墟工业区，2003年5月梅墟工业区辖区设立梅墟街道:295、589，2018年12月以剑兰路为界，以西设立聚贤街道，以东仍为梅墟街道，2019年9月20日正式成立。

## 行政区划
梅墟街道下辖以下地区：
梅墟社区、梅沁社区、梅福社区、梅苑社区

## 交通
通途路、江南公路贯穿梅墟街道，连接宁波市中心和北仑区。东环北路自北向南穿过梅墟街道，北通过明州大桥连接镇海区，南达邱隘镇与环城南路相连。